# Gary Lawrence Francione
Gary Lawrence Francione (New York, 29 maggio 1954) è un attivista e filosofo statunitense e uno dei principali esponenti del movimento dei diritti animali, conosciuto in particolare per le sue idee abolizioniste e le sue critiche al protezionismo animalista.
Insieme alla collega Anna E. Charlton, ha portato avanti il Rutgers Animal Rights Law Clinic, il primo corso sui diritti animali in una università di giurisprudenza. Attualmente Francione è professore di legge e filosofia alla Rutgers School of Law-Newark, dove tiene corsi, insieme alla professoressa Charlton, su diritti umani e diritti animali e un seminario su diritti animali e legge.
Il suo lavoro nel campo dei diritti animali è incentrato su tre aspetti fondamentali: lo status di proprietà degli animali, la differenza tra abolizionismo e protezionismo e una teoria dei diritti animali basata unicamente sulla condizione di esseri senzienti degli animali e non su altre caratteristiche cognitive. La sua teoria dei diritti animali differisce significativamente da quella di Peter Singer e da quella di Tom Regan.

## Biografia
Gary L. Francione ha conseguito il bachelor in filosofia all'University of Rochester, dove si è aggiudicato la borsa di studio Phi Beta Kappa O'Hearn, che gli ha consentito di continuare gli studi di filosofia nel Regno Unito. Ha ottenuto un M.A. in filosofia e un J.D. all'University of Virginia, dove è stato redattore del Virginia Law Review. Dopo la laurea ha assistito i giudici Albert Tate Jr., della corte d'appello per il quinto circuito degli Stati Uniti, e Sandra Day O'Connor, della corte suprema degli Stati Uniti.
Dopo aver esercitato presso lo studio legale Cravath, Swaine & Moore di New York, nel 1984 ha iniziato a collaborare con la University of Pennsylvania Law School, dove nel 1987 ha ricevuto un posto di ruolo. Nel 1989 si trasferisce alla Rutgers School of Law Newark, e dal 1990 al 2000, insieme alla collega Anna E. Charlton, ha portato avanti il Rutgers Animal Rights Law Clinic, il primo corso sui diritti animali in una università di giurisprudenza.
Attualmente Francione è professore di legge e filosofia alla Rutgers School of Law-Newark, dove tiene corsi, insieme alla professoressa Charlton, su diritti umani e diritti animali e un seminario su diritti animali e legge. Francione ha tenuto conferenze su diritti animali e legge negli Stati Uniti, in Canada e in Europa ed è stato ospite di numerosi programmi radio e show televisivi. È inoltre autore di diversi saggi e articoli su diritti animali e legge. Ha scritto anche articoli su copyright, legge sui brevetti e legge e scienza.

## Teoria dei diritti animali

### Lo status di proprietà degli animali
Nel suo libro Animals, Property, and the Law (1995) Francione argomenta che, poiché gli animali sono proprietà degli esseri umani, le leggi che dovrebbero garantire un loro trattamento “umano” e proibire l'inflizione di “inutili” sofferenze non forniscono in realtà alcun livello significativo di protezione degli interessi dell'animale. Per la maggior parte, queste leggi richiedono solamente che gli animali ricevano un livello di protezione tale che non impedisca che vengano utilizzati come proprietà umana: agli animali viene riconosciuto un valore solamente in quanto beni economici e i loro interessi sono privi di qualsiasi rilevanza morale. Come risultato, nonostante la presenza di leggi che dovrebbero proteggere gli animali, noi umani – afferma Francione – continuiamo a trattare gli animali in modi che sarebbero considerati forme di tortura se fossero impiegati su esseri umani. Francione sostiene che potremmo anche fornire una maggiore protezione agli animali pur se questi continuassero a essere considerati una nostra proprietà ma che, tuttavia, forze legali, sociali ed economiche si oppongono fortemente ad un riconoscimento degli interessi degli animali a meno che ciò non comporti un beneficio economico per gli esseri umani. Pertanto – conclude Francione – gli animali non umani necessitano di un solo diritto: quello di non essere considerati come una nostra proprietà.

### La differenza tra abolizionismo e protezionismo
In Rain Without Thunder: The Ideology of the Animal Rights Movement (1996), Francione argomenta che vi sono significative differenze teoretiche e pratiche tra il sostegno dei diritti animali, che richiede l'abolizione dello sfruttamento degli animali, e l'animalismo protezionista, che cerca di regolamentare lo sfruttamento degli animali rendendolo più "umano". Francione ritiene che la differenza teoretica tra i due approcci sia evidente: secondo la posizione abolizionista, l'essere umano non può giustificare il proprio uso degli animali non umani, indipendentemente dall'”umanità” del trattamento; secondo la posizione protezionista, invece, l'uso degli animali non umani è ammissibile e giustificabile e ciò che è rilevante è solo la questione del trattamento. Va notato che per Francione nel concetto di sfruttamento degli animali rientra anche l’addomesticamento.
Francione definisce come "nuovi protezionisti" coloro che dichiarano di appoggiare i diritti animali ma che sostengono regolamenti di tipo protezionista come strategia principale per raggiungere, in un percorso incrementale, il riconoscimento del valore intrinseco degli animali non umani. Egli sostiene che non vi siano evidenze a supporto della ragionevolezza di questa posizione, poiché non solo le regolamentazioni raramente vanno oltre il trattare gli animali come meri beni economici con un valore puramente estrinseco, ma anche perché la percezione che le norme assicurino un trattamento "umano" agli animali conforta e rassicura il pubblico riguardo al proprio consumo di prodotti animali, verosimilmente favorendo in tal modo il perpetuarsi e l'incremento dello sfruttamento degli animali e il permanere del loro status di proprietà umana.
Un principio centrale della filosofia di Francione è l'individuazione del veganismo quale principale forma di cambiamento incrementale nell'impostazione abolizionista. Secondo Francione, inoltre, il movimento per i diritti animali rappresenta la logica estensione del movimento pacifista e pertanto dovrebbe abbracciare un approccio non-violento. Egli ritiene che un movimento vegano-abolizionista sia realmente radicale e che la violenza non sia di aiuto al suo progresso. Francione accoglie i principi del Giainismo, e in particolare la dottrina giainista dell'ahimsa o non-violenza, collegandola al veganismo e ai diritti animali. È questa fiducia nella non-violenza a renderlo scettico verso l'azione diretta: Francione crede che il riconoscimento dei diritti animali possa e debba essere raggiunto solamente attraverso iniziative non-violente.

### La rilevanza dell'essere senzienti
Nel suo libro Introduction to Animal Rights: Your Child or the Dog? (2000), Francione sostiene che una teoria dell'abolizione non dovrebbe richiedere che gli animali abbiano altre caratteristiche cognitive oltre a quella di essere senzienti per poter essere considerati a pieno titolo membri della comunità morale, in base al diritto fondamentale e pre-legale di non essere considerati proprietà degli esseri umani. Egli rifiuta la posizione secondo cui gli animali, per essere riconosciuti detentori del diritto a non essere usati come risorse umane, debbano possedere caratteristiche cognitive simili a quelle umane, quali autocoscienza, abilità linguistiche o autonomia delle preferenze. Nel pensiero di Francione il riconoscimento dei diritti agli animali origina dal principio di uguale considerazione, poiché – egli afferma – se gli animali sono considerati proprietà, i loro interessi non potranno mai ricevere una considerazione paritaria.
In questa sua tesi, Francione identifica quella che definisce «la nostra schizofrenia morale» quando abbiamo a che fare con gli animali non umani. Da una parte, affermiamo di preoccuparci seriamente degli interessi degli animali: Francione si riferisce in particolare al fatto che molti di noi vivono con compagni non umani che consideriamo membri delle nostre famiglie, e della cui personalità (ovvero dello status di esseri con valore intrinseco morale) non abbiamo alcun dubbio. Dall'altra parte, però, poiché gli animali sono considerati proprietà, essi rimangono cose senza altro valore oltre quello che noi umani decidiamo loro di attribuire e i cui interessi proteggiamo solamente quando ciò fornisce un beneficio – solitamente economico – per farlo. Secondo Francione, se gli animali hanno rilevanza morale e non sono semplici cose, allora semplicemente non possiamo trattarli come proprietà.

## Francione e il movimento per i diritti animali
La posizione di Francione differisce significativamente da quella di Peter Singer, autore di Liberazione animale. Singer, filosofo utilitarista, rifiuta i diritti morali come un problema generale e considera l'essere senzienti una caratteristica sufficiente per essere riconosciuti detentori di uno status morale. Nella teoria di Singer, dal punto di vista degli animali non è rilevante che essi vengano usati o uccisi per scopi umani, ma è rilevante solo il trattamento che ricevono durante l'uso e l'uccisione: per Singer, dunque, l'uso di animali in sé non costituisce un problema morale. Nella visione di Francione, invece, il fatto che un essere sia senziente significa necessariamente che esso sia in possesso dell'interesse nel continuare la propria esistenza, e viene rifiutata l'idea che gli animali siano dotati solo dell'interesse nel come vengono usati ma non nel non essere usati.
L'approccio di Francione differisce anche da quello di Tom Regan, autore di I diritti animali. Regan propone una teoria abolizionista, ma circoscritta a quegli animali che possiedono caratteristiche cognitive che vanno oltre il solo essere senzienti. Inoltre, anche se Regan sostiene che non vi sia un modo accettabile di distinguere umani e animali in modo tale da trattare i secondi esclusivamente come mezzo per i fini dei primi, ritiene tuttavia che la morte rappresenti un danno di maggiore gravità per gli umani rispetto ai non umani. Secondo Francione, nonostante Regan si distanzi dalla posizione di Singer, questo aspetto della sua teoria sarebbe spiacevolmente simile all'idea singeriana secondo cui la morte non rappresenti in sé un danno per la maggior parte dei non umani. Se Regan avesse ragione, tra umani e non umani ci sarebbe allora una distinzione qualitativa che potrebbe essere usata anche per differenziarli per fini morali. Francione ritiene che in questo, Regan, come Singer, si sbagli. Egli afferma che noi possiamo non riuscire a comprendere cosa significhi la morte per un non umano, ma che questo sia un problema che riguarda i nostri limiti epistemologici. La nostra incapacità di capire il significato della morte per i non umani non implica che un non umano senziente sia privo dell'interesse nel continuare la propria esistenza.
Le teoria di Francione sui diritti animali, e in particolare la sua visione sull'animalismo protezionista, è criticata da alcune parti del movimento per la difesa degli animali, che sostengono che il protezionismo fornisca un contributo significativo alla tutela degli interessi degli animali. Inoltre, all'interno del movimento protezionista per gli animali, molti ritengono che certi animali, come i delfini e le grandi scimmie, debbano ricevere una maggiore protezione in ragione della loro somiglianza cognitiva con gli esseri umani, una posizione che Francione, parlando a proposito del progetto Grande Scimmia, ha fermamente rifiutato:

## Opere
- Vivisection and Dissection in the Classroom: A Guide to Conscientious Objection (con Anna E. Charlton), American Anti-Vivisection Society, 1992.
- Animals, Property, and the Law, Temple University Press, 1995.
- Rain without Thunder: The Ideology of the Animal Rights Movement, Temple University Press, 1996.
- Introduction to Animal Rights: Your Child or the Dog?, Temple University Press, 2000.
- Animals As Persons: Essays on the Abolition of Animal Exploitation, Columbia University Press, 2008.
- The Animal Rights Debate: Abolition or Regulation, Columbia University Press, 2010.